# Peter Dudek

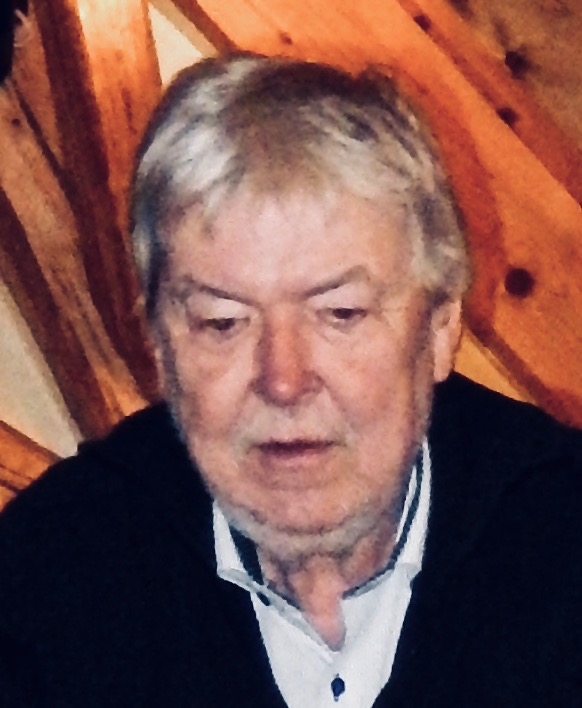
Peter Dudek, 2016

Peter Dudek (* 1. August 1949 in Bad Orb, Hessen) ist ein deutscher Erziehungswissenschaftler, Lehrer, Hochschullehrer, Autor und Publizist. Seine Arbeitsgebiete umfassen die historische Pädagogik, die Wissenschaftsgeschichte der Pädagogik, die Sozialgeschichte der Bildung und Erziehung, die Sozialpädagogik, die historische Sozialisations- und Jugendforschung, die politische Bildung mit zeitgeschichtlichen Schwerpunkten sowie rechtsextreme Protestbewegungen.

## Familie und Schule
Peter Dudek wurde als Sohn eines Volksschullehrers geboren. Ab Ostern 1956 besuchte er zuerst die Volksschule in Wirtheim, ab Ostern 1960 das Grimmelshausen-Gymnasium in Gelnhausen, das er mit dem Abitur im Jahr 1968 abschloss.

## Studium und Ausbildung
Im selben Jahr immatrikulierte er sich an der Johann Wolfgang Goethe-Universität in Frankfurt am Main, um im Hinblick auf das Lehramt die Fächer Mathematik und Gesellschaftswissenschaften zu studieren. Gemäß den damals praktizierten Vorgaben für eine Ausbildung zum Gymnasiallehrer zählten auch Pädagogik und Philosophie zu seinen Studienfächern. Am mathematischen Seminar derselben Universität wurde er vom Wintersemester 1970/71 bis zum 31. Januar 1974 als Tutor beschäftigt.
Ende Mai 1973 legte er das 1. Staatsexamen für das wissenschaftliche Lehramt an Gymnasien in den Fächern Mathematik und Sozialkunde ab. Am 1. Februar 1974 begann er den Schuldienst mit einem Referendariat an der Elisabethenschule, einem Frankfurter Gymnasium für Mädchen, wo er am 28. Mai 1975 das 2. Staatsexamen bestand.

## Berufliches Wirken
Per 1. August 1975 wurde er zum Studienrat zur Anstellung (StR z. A.) ernannt und an die Otto-Hahn-Schule, eine additive Gesamtschule, in Frankfurts Stadtteil Nieder-Eschbach versetzt. Dort unterrichtete er bis zum 31. Juli 1979. Zeitweilig parallel zu dieser Tätigkeit wurde er in der Zeit vom 1. Februar 1976 bis zum 31. Januar 1977 an die Sekundarstufe II der Frankfurter Elisabethenschule abgeordnet. Nach dieser Tätigkeit wurde er am 21. Juli 1977 zum Beamten auf Lebenszeit ernannt.
Am 10. Juli 1978 promovierte Dudek bei dem Politikwissenschaftler und Soziologen Eike Hennig an Frankfurts Johann Wolfgang Goethe-Universität im Fachbereich Gesellschaftswissenschaften. Die von Dudek vorgelegte Dissertation trägt den Titel: Naturwissenschaften und Gesellschaftsformation – Zum Problem der historischen und begrifflichen Konstitution der klassischen bürgerlichen Naturwissenschaften.
Vom 1. August 1979 bis zum 31. Juli 1984 wurde er als Studienrat (StR) für den Hochschuldienst zum Fachbereich Erziehungswissenschaften der Frankfurter Universität abgeordnet. Am 20. März 1981 wurde er zum Oberstudienrat (OStR) ernannt.
Ab 1. August 1984 war er als Oberstudienrat und später als Studiendirektor (StD) an der Lindenauschule, einer Integrierten Gesamtschule, in Hanaus Stadtteil Großauheim tätig. Dort unterrichtete er die Fächer Mathematik, Geschichte und Gesellschaftslehre.
Am 14. Mai 1985 wurde Dudek mit seiner Schrift Entstehung und Entwicklung des Rechtsextremismus in der Bundesrepublik – Zur Tradition einer besonderen politischen Kultur habilitiert und am 11. Juni desselben Jahres zum Privatdozenten (PD) für das Fach Erziehungswissenschaften an der Johann Wolfgang Goethe-Universität ernannt.
Im Februar 1991 beantragte dieser Fachbereich durch Gutachten der Professoren Hans-Georg Herrlitz (Göttingen), Ulrich Herrmann (Tübingen) und Peter Menck (Siegen), Dudek zum außerplanmäßigen (apl.) Professor zu ernennen. Das Hessische Ministerium für Wissenschaft ernannte ihn demgemäß am 14. Oktober 1991.
Ab 9. März 1999 war er damit beauftragt, an der Hanauer Lindenauschule die Aufgaben eines Oberstufenleiters wahrzunehmen. Am 1. April 2000 wurde er formell zum Oberstufenleiter dieser Bildungseinrichtung ernannt.
Im August 2010 schied er aus dem hessischen Schuldienst aus.

## Freie Tätigkeiten
Von 1979 bis 1985 war Dudek Redaktionsmitglied der bis 1995 publizierten Zeitschrift päd. extra – Magazin für Erziehung, Wissenschaft und Politik.
Ab 1980 war er für die Bundeszentrale für Politische Bildung aktiv, zunächst als freier Autor, von 1996 bis 1999 als fester Mitarbeiter bei der Zusammenstellung der jährlich erscheinenden Annotierten Bibliographie für Politische Bildung.
Von 1983 bis 1996 war Dudek regelmäßig als freier Mitarbeiter des Hessischen Rundfunks in der Redaktion Kultur und Bildung tätig.
Von 1991 bis 2004 war er im Auftrag der Historischen Kommission der Deutschen Gesellschaft für Erziehungswissenschaft (DGfE) Mitherausgeber des Jahrbuches für Historische Bildungsforschung. Von 1998 bis 2004 redigierte er das Jahrbuch in Kooperation mit Heinz-Elmar Tenorth (Berlin) und Hanno Schmitt (Potsdam).
Auch nach seiner Pensionierung 2010 forscht und publiziert Dudek weiter, insbesondere zur deutschen Reformpädagogik und deren personellem Umfeld.

## Ehrenamtliche Tätigkeit
Von Mitte 1973 bis Ende 1974 war er als ehrenamtlicher Mitarbeiter im Straf- und Arrestvollzug der Justizvollzugsanstalt in Frankfurt-Preungesheim tätig. Dort arbeitete er im Rahmen eines Qualifizierungsprogramms für jugendliche weibliche Strafgefangene mit, das von der damaligen Leiterin, der Reformpädagogin Helga Einsele, initiiert worden war.

## Wissenschaftlicher Fokus
Anfänglich befasste sich Dudek mit einer marxistischen Kritik der Naturwissenschaften. Ab etwa Ende der 1970er Jahre konzentrierte er sich auf eine Analyse neonazistischer Bestrebungen in der (alten) Bundesrepublik. Dazu verfasste er, teils gemeinsam mit Hans-Gerd Jaschke, eine Reihe von Studien. In diesem Kontext entstand seine Habilitationsschrift. Er befasste sich in Essays mit der historischen Pädagogik, der Lehrerbildung und erziehungswissenschaftlichen Spezialfragen. Mitte der 1980er Jahre veröffentlichte er drei Studien zur Geschichte der deutschen Arbeiterjugend. Anfang der 1990er Jahre erarbeitete er in Kooperation mit Heinz-Elmar Tenorth Fragen der Bildungswissenschaft. Ab etwa der Mitte der 1990er Jahre befasste er sich mit der deutschen Reformpädagogik, deren Akteuren und dem weiteren personellen Umfeld.

## Veröffentlichungen (Auswahl)
- Naturwissenschaft und Gesellschaftsformation. Zum Problem der historischen und begrifflichen Konstitution der klassischen bürgerlichen Naturwissenschaften. Campus-Verlag, Frankfurt am Main u. New York 1979. ISBN 978-3-593-32363-3. (Phil. Diss.)
- Hakenkreuz und Judenwitz. Antifaschistische Jugendarbeit in der Schule. päd.-extra-Buchverlag, Bensheim 1980. ISBN 978-3-921450-78-9.
- mit Hans-Gerd Jaschke: Revolte von rechts. Anatomie einer neuen Jugendpresse. Campus-Verlag, Frankfurt am Main u. New York 1981. ISBN 978-3-593-32841-6.
- mit Hans-Gerd Jaschke, Vorwort Ernst Waltemathe: Die „Deutsche National-Zeitung“. Inhalt, Geschichte, Aktionen. PDI-Verlag, München 1981. ISBN 978-3-88206-023-2.
- mit Hans-Gerd Jaschke: Entstehung und Entwicklung des Rechtsextremismus in der Bundesrepublik. Zur Tradition einer besonderen politischen Kultur. Opladen 1984. ISBN 978-3-53111-705-8. (Habilitationsschrift)
- mit Hans-Gerd Jaschke: Jugend rechtsaußen. Analysen, Essays, Kritik. päd.-extra-Buchverlag, Bensheim 1982. ISBN 978-3-88704-018-5.
- Jugendliche Rechtsextremisten. Zwischen Hakenkreuz und Odalsrune 1945 bis heute. Bund-Verlag, Köln 1985. ISBN 978-3-7663-0897-9.
- Erziehung durch Arbeit. Arbeitslagerbewegung und Freiwilliger Arbeitsdienst 1920–1935. Westdeutscher Verlag, Opladen 1988. ISBN 978-3-531-11886-4.
- Leitbild Kamerad und Helfer. Sozialpädagogische Bewegung in der Weimarer Republik am Beispiel der „Gilde Soziale Arbeit“. dipa-Verlag, Frankfurt am Main 1988. ISBN 978-3-7638-0231-9.
- Jugend als Objekt der Wissenschaften – Geschichte der Jugendforschung in Deutschland und Österreich. VS Verlag für Sozialwissenschaften / Springer Fachmedien, Wiesbaden 1990. ISBN 978-3-531-12142-0.
- Gesamtdeutsche Pädagogik im Schwelmer Kreis. Geschichte und politisch-pädagogische Programmatik 1952–1974. Juventa-Verlag, Weinheim u. München 1993. ISBN 978-3-7799-0850-0.
- als Hrsg. mit Heinz-Elmar Tenorth: Transformationen der deutschen Bildungslandschaft – Lernprozess mit ungewissem Ausgang. Beltz, Weinheim u. Basel 1994. ISBN 978-3-407-34087-0.
- Pädagogik und Nationalsozialismus. Bibliographie pädagogischer Hochschulschriften und Abhandlungen zur NS-Vergangenheit in der BRD und DDR 1945–1990. Deutscher Universitäts-Verlag, Wiesbaden 1995. ISBN 978-3-8244-4171-6.
- Der Rückblick auf die Vergangenheit wird sich nicht vermeiden lassen. Zur pädagogischen Verarbeitung des Nationalsozialismus in Deutschland (1945–1990). Westdeutscher Verlag, Opladen 1995. ISBN 978-3-531-12777-4.
- Peter Petersen. Reformpädagogik in der SBZ und der DDR 1945–1950. Eine Fallstudie. Deutscher Studien-Verlag, Weinheim 1996. ISBN 978-3-89271-649-5.
- Grenzen der Erziehung im 20. Jahrhundert. Allmacht und Ohnmacht der Erziehung im pädagogischen Diskurs. Verlag Julius Klinkhardt, Bad Heilbrunn 1999. ISBN 978-3-7815-0997-9.
- Fetisch Jugend. Walter Benjamin und Siegfried Bernfeld – Jugendprotest am Vorabend des Ersten Weltkrieges. Verlag Julius Klinkhardt, Bad Heilbrunn 2002. ISBN 978-3-7815-1226-9.
- Ein Leben im Schatten. Johannes und Herman Nohl – Zwei deutsche Karrieren im Kontrast. Verlag Julius Klinkhardt, Bad Heilbrunn 2004, ISBN 978-3-7815-1374-7.
- „Versuchsacker für eine neue Jugend“. Die Freie Schulgemeinde Wickersdorf 1906–1945. Verlag Julius Klinkhardt, Bad Heilbrunn 2009. ISBN 978-3-7815-1681-6.
- „Liebevolle Züchtigung“. Ein Mißbrauch der Autorität im Namen der Reformpädagogik. Verlag Julius Klinkhardt, Bad Heilbrunn 2012. ISBN 978-3-7815-1843-8.
- „Er war halt genialer als die anderen“. Biografische Annäherungen an Siegfried Bernfeld. Psychosozial-Verlag, Gießen 2012. ISBN 978-3-8379-2171-7.
- „Wir wollen Krieger sein im Heere des Lichts“. Reformpädagogische Landerziehungsheime im hessischen Hochwaldhausen 1912–1927. Verlag Julius Klinkhardt, Bad Heilbrunn 2013. ISBN 978-3-7815-1804-9.
- „Vom Schulmeister zum Menschen“. Max Tepp – ein jugendbewegter Reformpädagoge, Schriftsteller und Verleger. Verlag Julius Klinkhardt, Bad Heilbrunn 2014. ISBN 978-3-7815-1959-6.
- „Der Ödipus vom Kurfürstendamm“. Ein Wickersdorfer Schüler und sein Muttermord 1930. Verlag Julius Klinkhardt, Bad Heilbrunn 2015. ISBN 978-3-7815-2026-4.
- „Sie sind und bleiben eben der alte abstrakte Ideologe!“ Der Reformpädagoge Gustav Wyneken (1875–1964) – Eine Biographie. Verlag Julius Klinkhardt, Bad Heilbrunn 2017. ISBN 978-3-7815-2176-6.
- „Körpermissbrauch und Seelenschändung“ – Der Prozess gegen den Reformpädagogen Gustav Wyneken 1921. Verlag Julius Klinkhardt, Bad Heilbrunn 2020. ISBN 978-3-7815-2345-6.
- Rebellen gegen den Krieg – Sucher nach Gemeinschaft. Der jugendbewegte „Berliner Kreis“ im Kontext des Ersten Weltkrieges. Verlag Julius Klinkhardt, Bad Heilbrunn 2021. ISBN 978-3-7815-2435-4.
- Geschichte der Jugend. In: Heinz-Hermann Krüger, Cathleen Grunert, Katja Ludwig (Hrsg.): Handbuch Kindheits- und Jugendforschung, 3. vollst. überarb. u. erweit. Aufl., Springer VS, Wiesbaden 2022. ISBN 978-3-658-24776-8, S. 497–519.
- Wyneken, Gustav Adolph. In: Neue Deutsche Biographie, 28. Band (2024), für die Historische Kommission bei der Bayerischen Akademie der Wissenschaften hrsgg. von Hans-Christof Kraus. Duncker & Humblot, Berlin 2024. ISBN 978-3-428-18883-3, S. 563–564.

## Vorlass
- Vorlass Peter Dudek. In: Archiv der deutschen Jugendbewegung, Burg Ludwigstein, Witzenhausen, Hessen, Signatur N 174.

## Mitgliedschaften
- bis 2011: Deutsche Gesellschaft für Erziehungswissenschaft (DGfE), Kommission Wissenschaftsforschung und Historische Kommission